# テトリクス2世
ガイウス・ピウス・エスウィウス・テトリクス（Gaius Pius Esuvius Tetricus）、またはテトリクス2世（Tetricus Ⅱ）は、ガリア帝国の皇帝テトリクス1世の息子で、同帝国の副帝（在位 273年 - 274年）。

## 生涯
テトリクス2世は同名の父ガイウス・ピウス・エスウィウス・テトリクス (テトリクス1世) の嫡男として生まれた。生年月日、出生地及び生母は不明である。
273年に父からガリア帝国副帝及びプリンケプス・ユウェントゥティス (皇太子) に任じられ、翌274年には父と共同でガリア帝国のコンスルを務めた。
しかし、同年の内にローマ帝国皇帝のルキウス・ドミティウス・アウレリアヌスに敗れて、ガリア帝国はローマ帝国へ再統合される。テトリクス父子は捕虜にされてローマへ送られ、アウレリアヌスの凱旋式で見世物にされたが、命は救われ更に元老院議員の地位を与えられた。
その後の生涯及び死没は不明である。